# Битцевский парк (станция метро)
«Би́тцевский парк» — северная конечная станция Бутовской линии Московского метрополитена, следующая за станцией «Лесопарковая». Расположена в Юго-Западном административном округе Москвы, на территории района Ясенево, в конце Новоясеневского проспекта.
Станция построена параллельно станции «Новоясеневская» Калужско-Рижской линии, с которой она образует пересадочный узел. Открытие станции состоялось 27 февраля 2014 года.
За станцией имеется противошёрстный съезд, предназначенный для оборота составов. За счёт своей длины в 113 м, стрелка и начало путевого развития расположены ещё в станционной зоне.[значимость факта?]

## История
Решение о продлении Бутовской линии метро до нынешней станции «Битцевский парк» с организацией пересадки на станцию «Новоясеневская» (тогда «Битцевский парк») Калужско-Рижской линии было принято в 2004 году.
24 июня 2008 года постановлением Правительства Москвы № 564-ПП станции было присвоено наименование «Битцевский парк» в связи с расположенным в непосредственной близости от неё природно-историческим парком «Битцевский лес». При этом конечной станции Калужско-Рижской линии было присвоено имя «Новоясеневская».
На протяжении 7 лет на схемах московского метрополитена станция была указана как строящаяся, хотя реально работы не велись вплоть до сентября 2011 года. В соответствии с заданием, этот участок Бутовской линии проектировался в подземном исполнении, в тоннелях и со станциями мелкого заложения. После выступлений жителей Ясенева в защиту «Битцевского леса» было принято решение о том, что тоннели по территории природно-исторического парка будут прокладываться закрытым способом на глубине 20—30 м, чтобы не навредить природному комплексу.
Станция открыта 27 февраля 2014 года в составе участка «Улица Старокачаловская» — «Битцевский парк», после ввода в эксплуатацию которого в Московском метрополитене стало 194 станции.

## Планировочное решение и конструкции
Станция с платформой островного типа. Длина платформы, как и на других участках Бутовской линии, составляет 92 м и рассчитана на приём трёхвагонных составов «Русич» и пятивагонных обычных составов. Ширина платформы — 10 м. Расстояние между тупиками и блоком технических помещений составляет 111 метров.
Наземный двухуровневый вестибюль, имеющий форму овоида, расположен над платформенным участком и обслуживает сразу две станции: «Битцевский парк» и «Новоясеневскую» (он связан лестничными сходами с серединой платформы станции «Битцевский парк» и с южным вестибюлем станции «Новоясеневская». Основной лестничный сход ведёт на платформу станции «Битцевский парк», куда также спускается лифт для инвалидов и маломобильных групп населения.
Из северного торца станции также предусмотрена пересадка на станцию «Новоясеневская»; при этом пассажиры выходят в южный вестибюль данной станции, который был переоборудован в обычный пересадочный зал. Прямого лифта для инвалидов эта пересадка, тем не менее, не имеет: на ней расположены лифт для подъёма на поверхность и складной подъёмник. Это означает, что инвалидам и маломобильным гражданам для перехода с «Битцевского парка» на «Новоясеневскую» придётся сначала воспользоваться лифтом, ведущим в павильон, затем выйти на улицу и войти в отдельно стоящий лифтовый киоск, откуда уже спуститься в переход и снова зайти в метрополитен через турникеты, а только затем из общего переходного зала на подъёмнике спуститься на платформу «Новоясеневской».

## Архитектура и дизайн
Проект станции выполнен архитекторами проектного института ОАО «Метрогипротранс» Николаем Шумаковым, Галиной Мун и другими.
Станция решена в современном архитектурном стиле. Естественный свет в наземном вестибюле, направляющие световые указатели с постепенным спуском по лестнице на платформенный участок по замыслу архитекторов должны обеспечить связь интерьера с природным парковым окружением, чтобы пассажиры на станции не чувствовали себя отделёнными от природы.
В основе архитектурного решения платформенного участка — асимметричный свод с протяжёнными кессонами. С правой стороны станции свод опускается до цоколя, с противоположной — вертикальная путевая стена поднимается до перекрытия станции. Своеобразие объёмного решения усилено цветовым контрастом и световым решением (источники света размещены в кессонах на своде со стороны, противоположной путевой стене, причём для их обслуживания предусмотрен проходящий вдоль платформы технологический коридор).
На путевой стене размещено художественное панно, ставшее украшением станции и состоящее из 359 элементов, каждый из которых сделан из закалённого стекла триплекс. На этом панно (автор рисунка — В. С. Шапошникова) изображены гуляющие люди, всадники и собаки; они напоминают о том, что рядом со станцией располагается парк «Битцевский лес» с конноспортивным комплексом «Битца» и территориями для отдыха и прогулок. Панно установлено на усиленном алюминиевом каркасе, а для крепления надписей с названием станции и маршрутных указателей в стеклянных полотнах предусмотрены отверстия и вырезы.
За художественное оформление станции Московского метрополитена «Битцевский парк» премия города Москвы 2015 года в области литературы и искусства присуждена художникам монументалистам, членам региональной общественной организации «Московский союз художников» Екатерине Васильевне Бубновой и Валерии Сергеевне Шапошниковой.
Стены вестибюля облицованы объёмной керамикой, причём входная зона акцентирована витражами планарного остекления. Освещение внутри вестибюля обеспечивают подвесные линии люминесцентных светильников. Колонны интерьера вестибюля облицованы плитами из полированного индийского мрамора, цвет которого призван напоминать осеннюю позолоту окружающего леса. Перед входом в наземный вестибюль 26 августа 2015 года (спустя полтора года с момента открытия станции) была установлена монументально-декоративная композиция «Ноев Ковчег» московского скульптора Леонида Берлина, которая ранее располагалась над вентиляционным киоском закрытого вестибюля станции «Новоясеневская», снесённого в 2012 году.

## Строительство
Строительством управляет инжиниринговый холдинг «Мосинжпроект» — оператор программы развития московского метро.
Станция «Битцевский парк» мелкого заложения, сооружена МУП «Казметрострой» открытым способом на глубине 10 метров. Проходка тоннелей началась 3 августа 2012 года тоннелепроходческим комплексом «Айсылу» в сторону станции «Лесопарковая» и завершилась 5 июня 2013 года, за 10 месяцев ТПМК прошёл под землёй 2280 метров.
Уникальный асимметричный свод с кессонами, венчающий платформенную часть станции, выполнен из монолитного железобетона..
Продление участка Бутовской линии метрополитена от станции «Улица Старокачаловская» до станции «Битцевский парк» началось в 2011 году, сдача в эксплуатацию была намечена на конец 2013 года, но была произведена только 27 февраля 2014 года. Стоимость строительства, по данным Комплекса градостроительной политики и строительства г. Москвы, составляет 27,7 млрд рублей.

## Наземный общественный транспорт
На этой станции можно пересесть на следующие маршруты городского пассажирского транспорта:
- Автобусы: 262, т81

## Галерея

Строительство станции
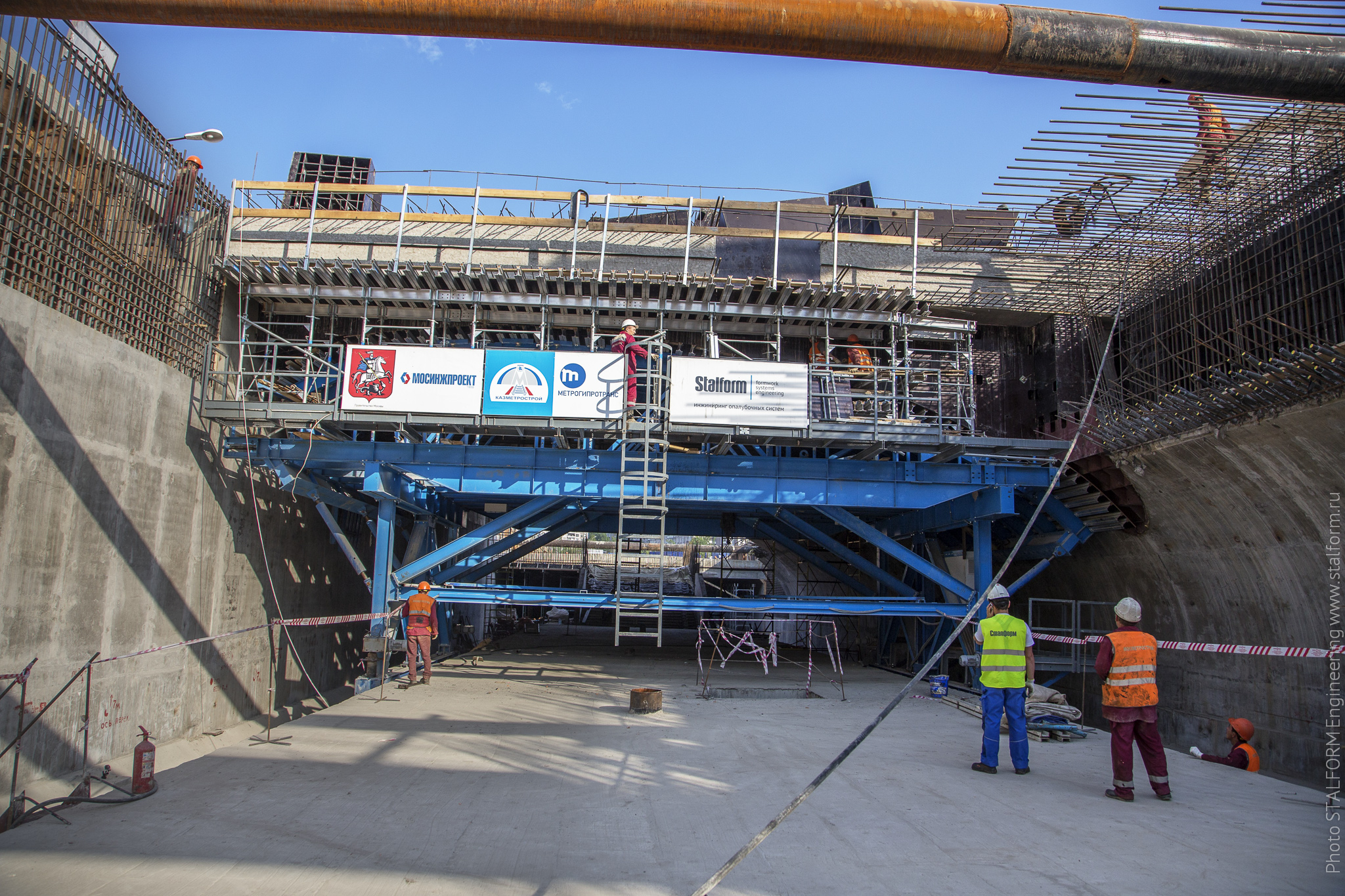
Опалубочный агрегат Stalform для строительства станции
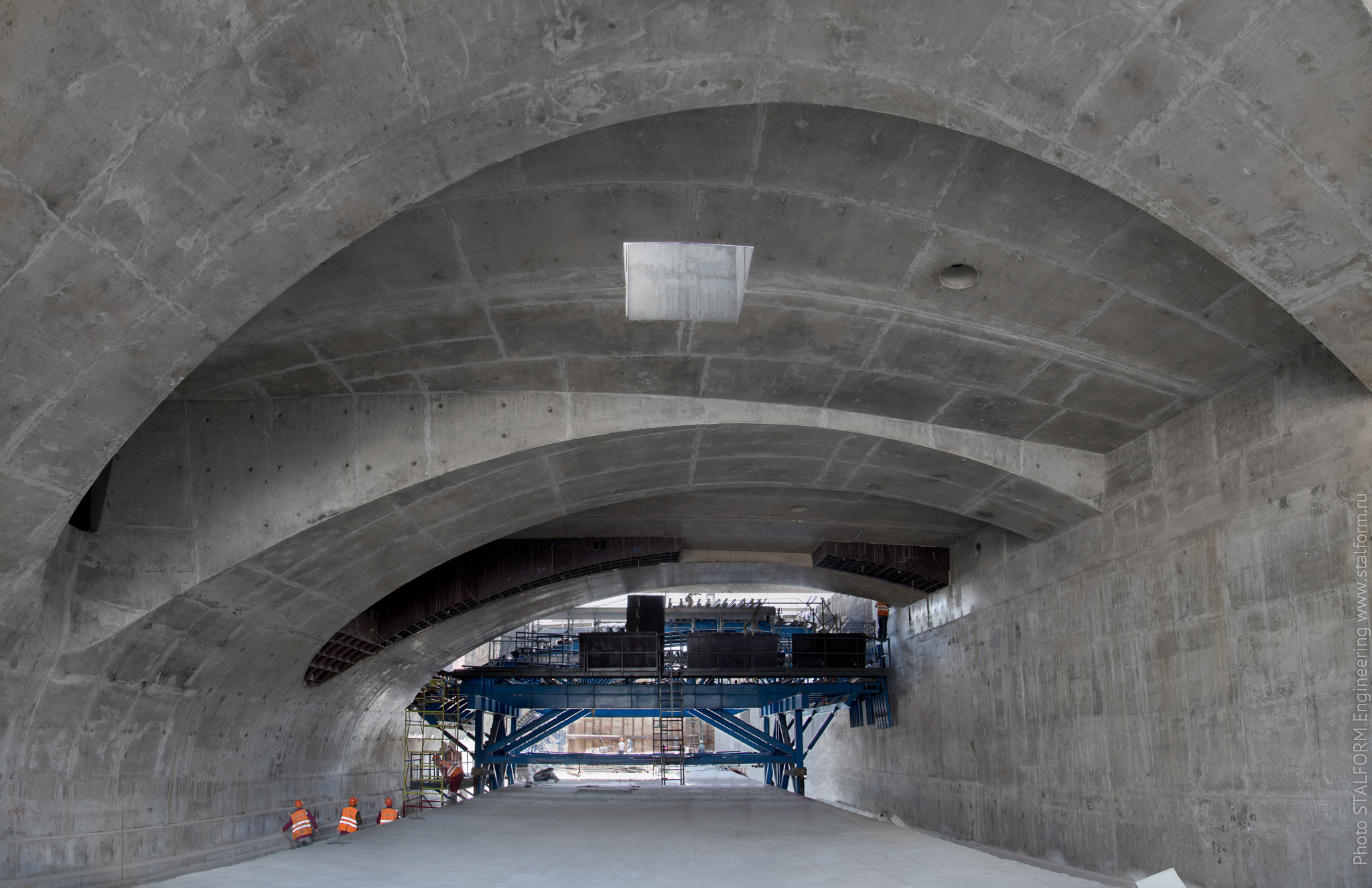
Асимметричный железобетонный свод с протяженными кессонами бетонировался в механизированной опалубке
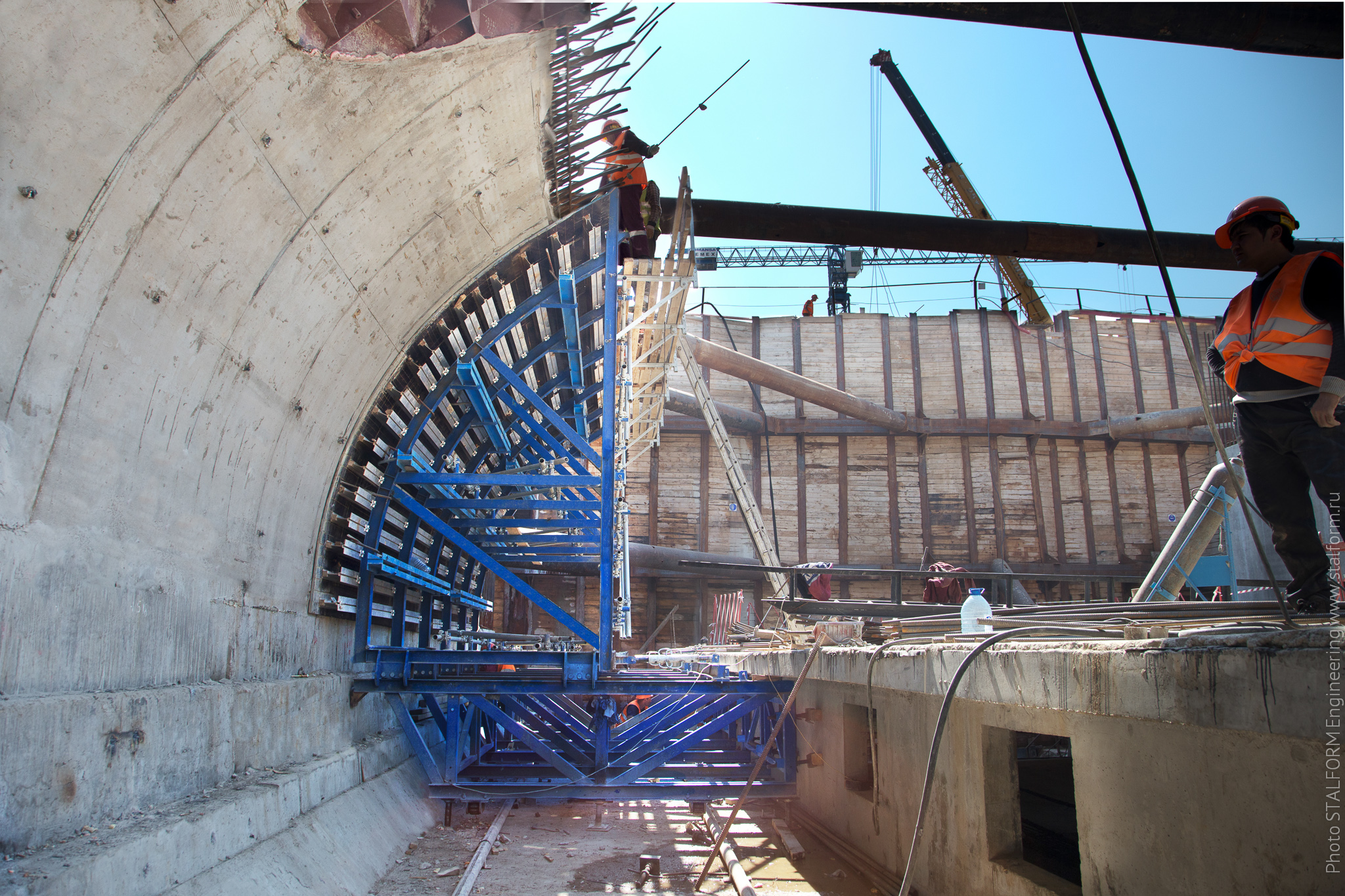
Нижний сегмент асимметричного свода в опалубке
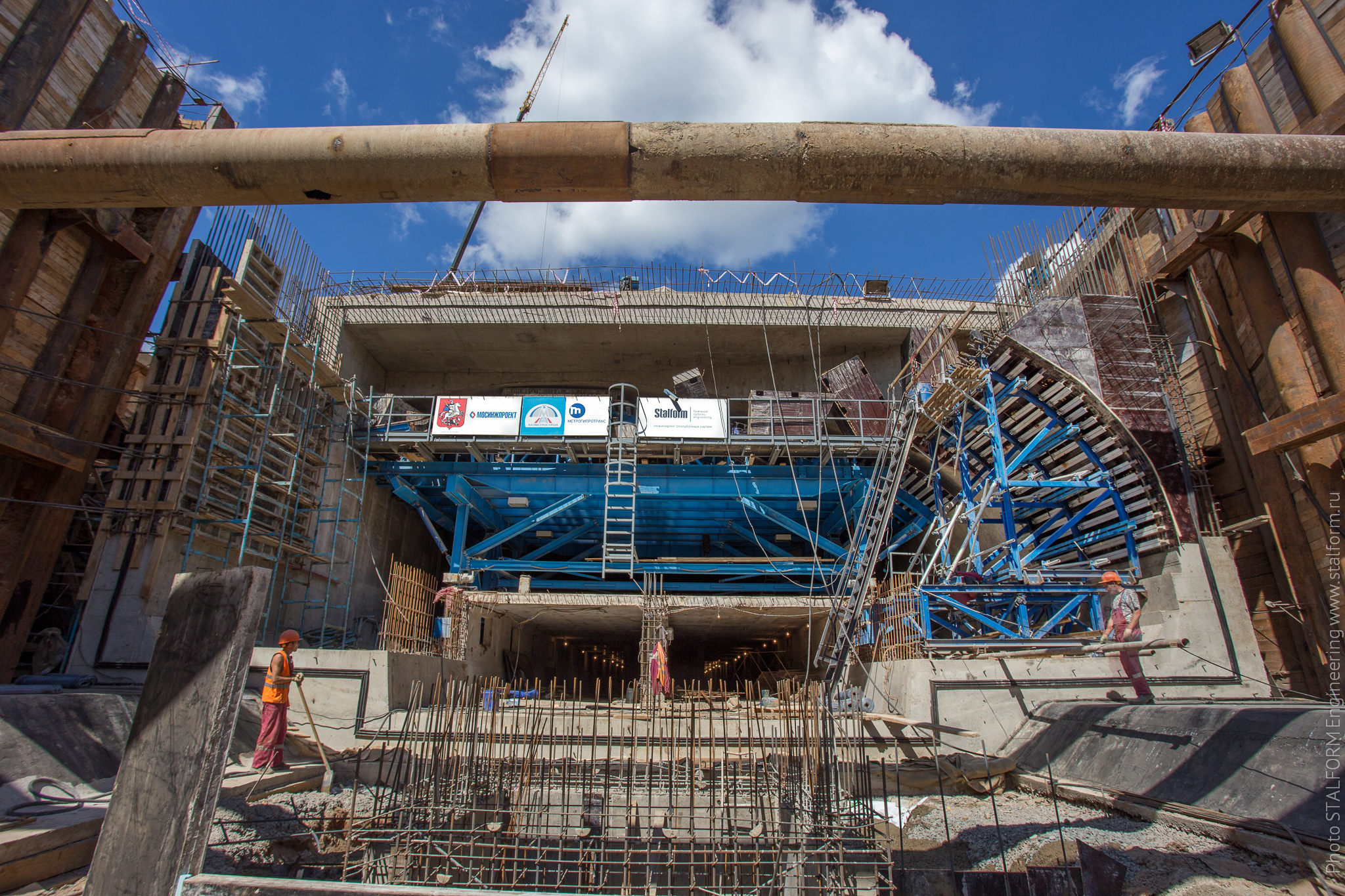
Арматурные работы
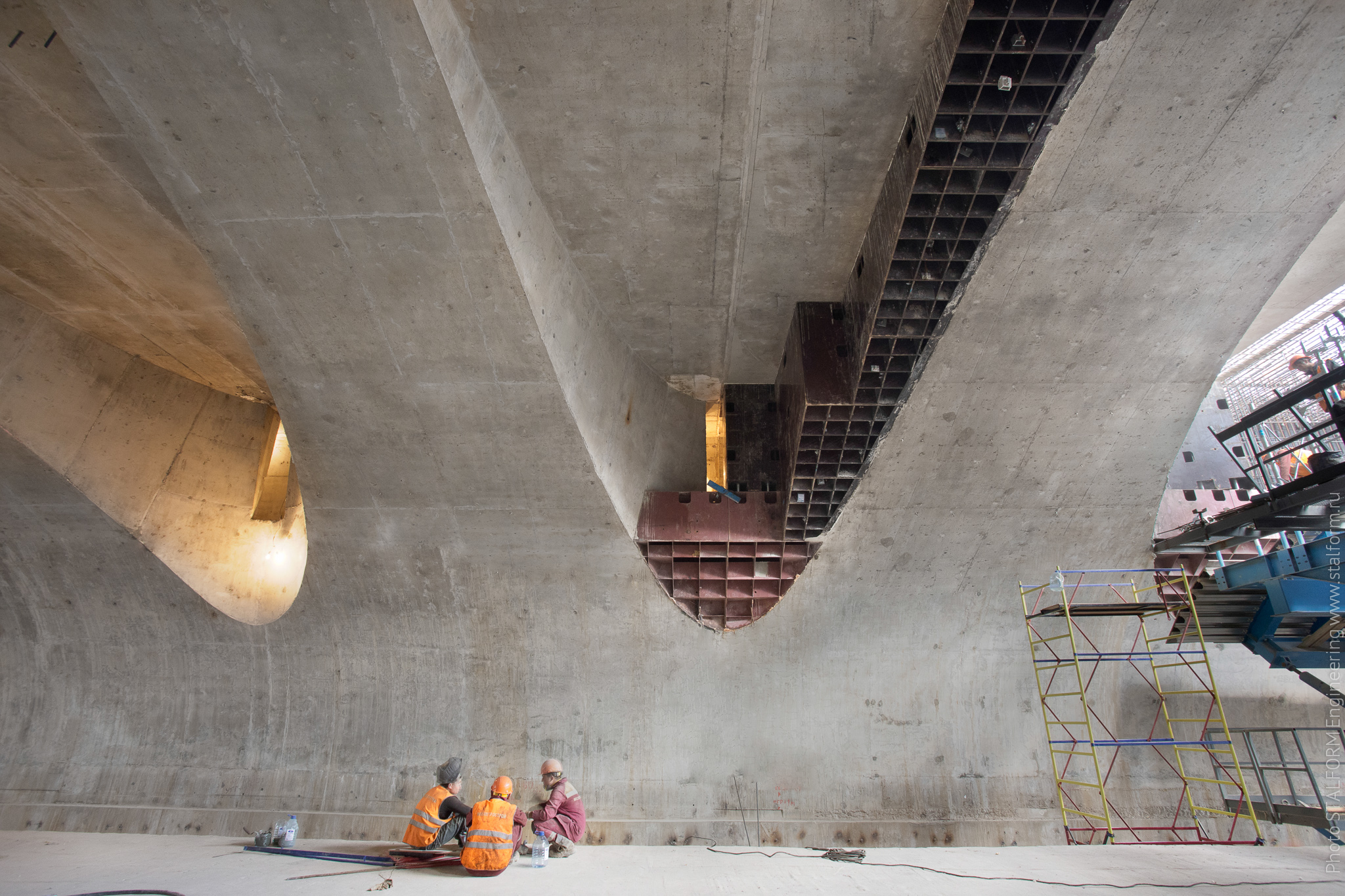
Ниши-кессоны освобождаются от опалубки
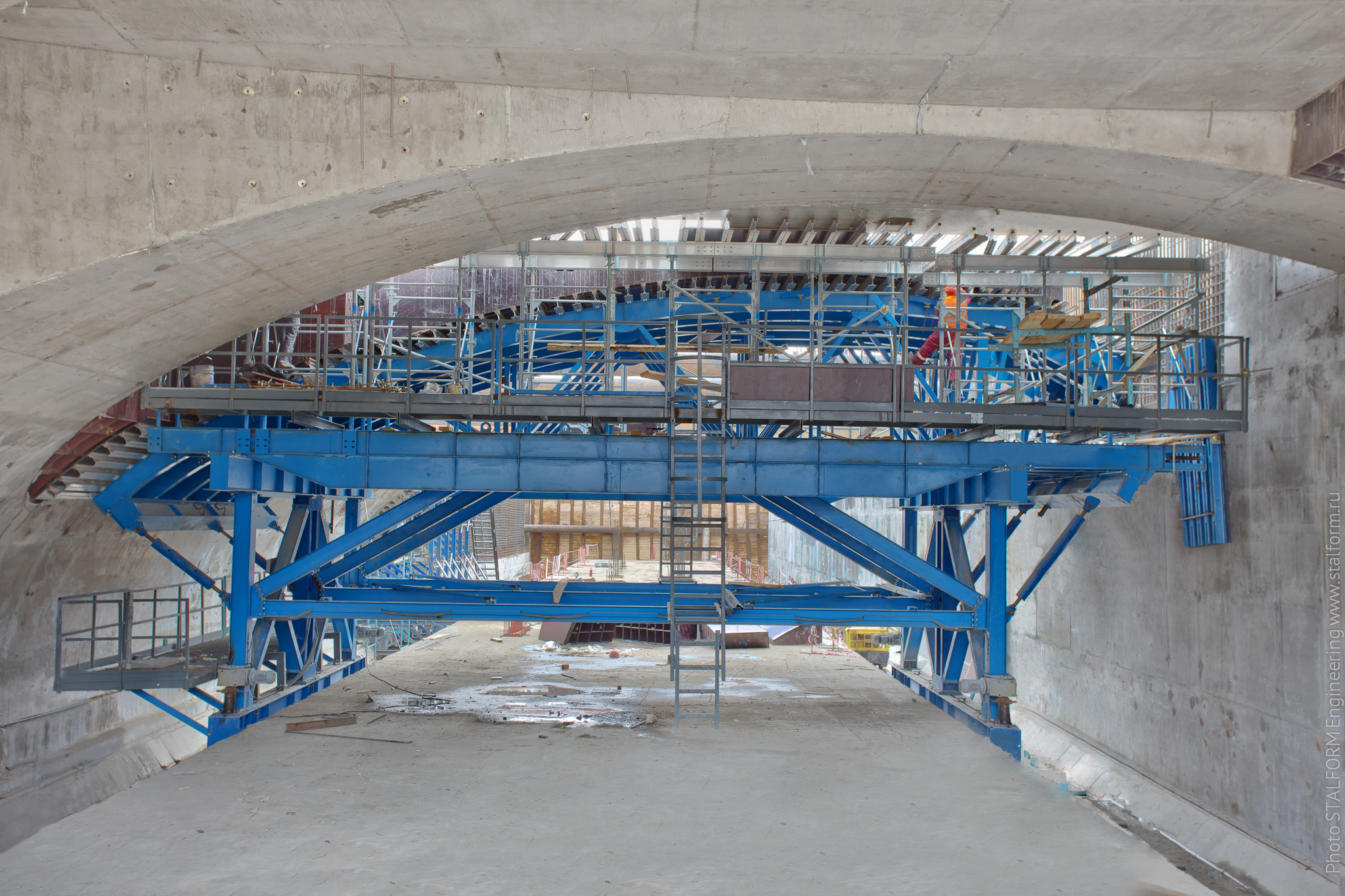
Механизированный опалубочный агрегат
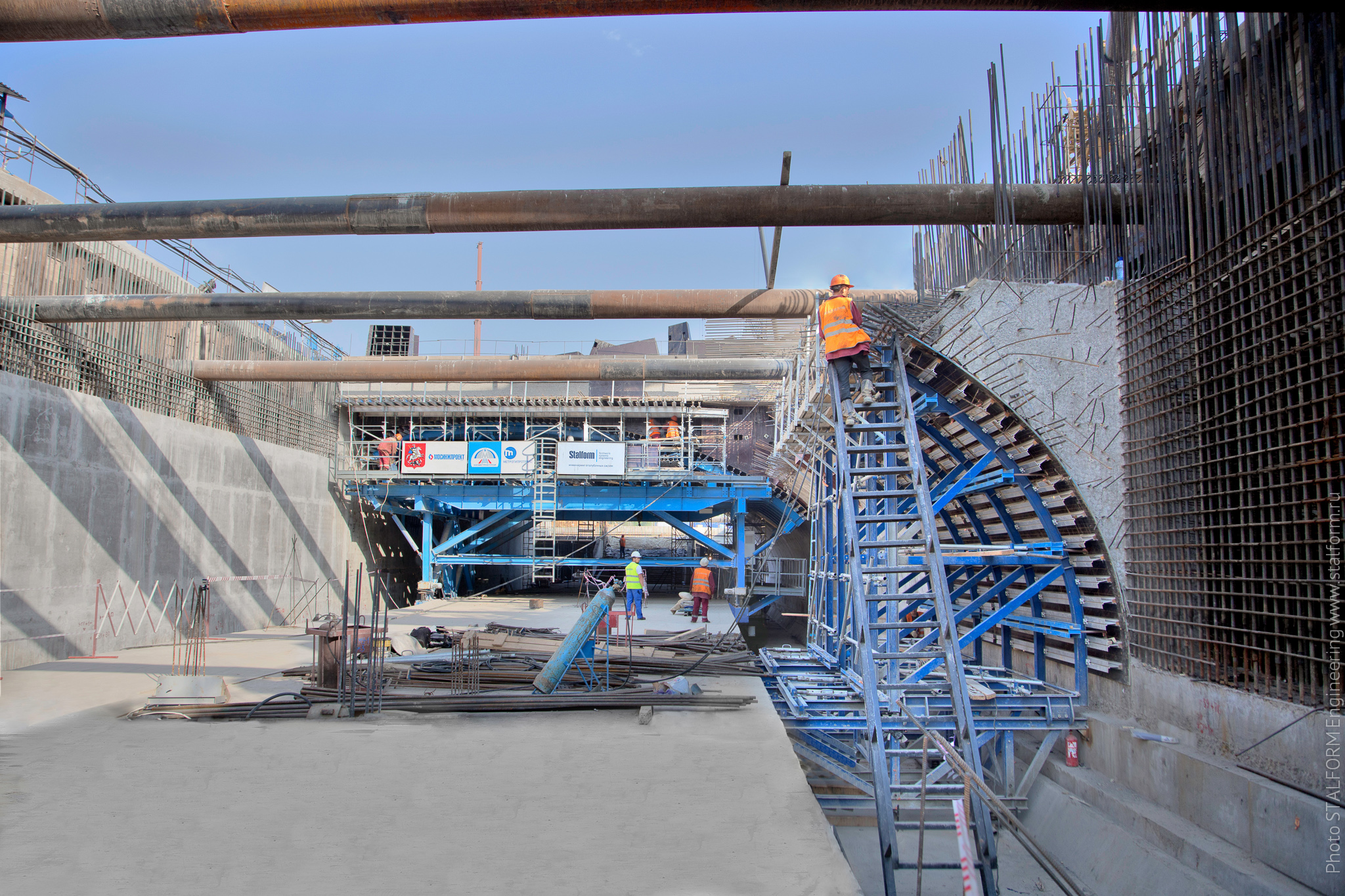
Демонтаж бокового сегмента опалубки свода
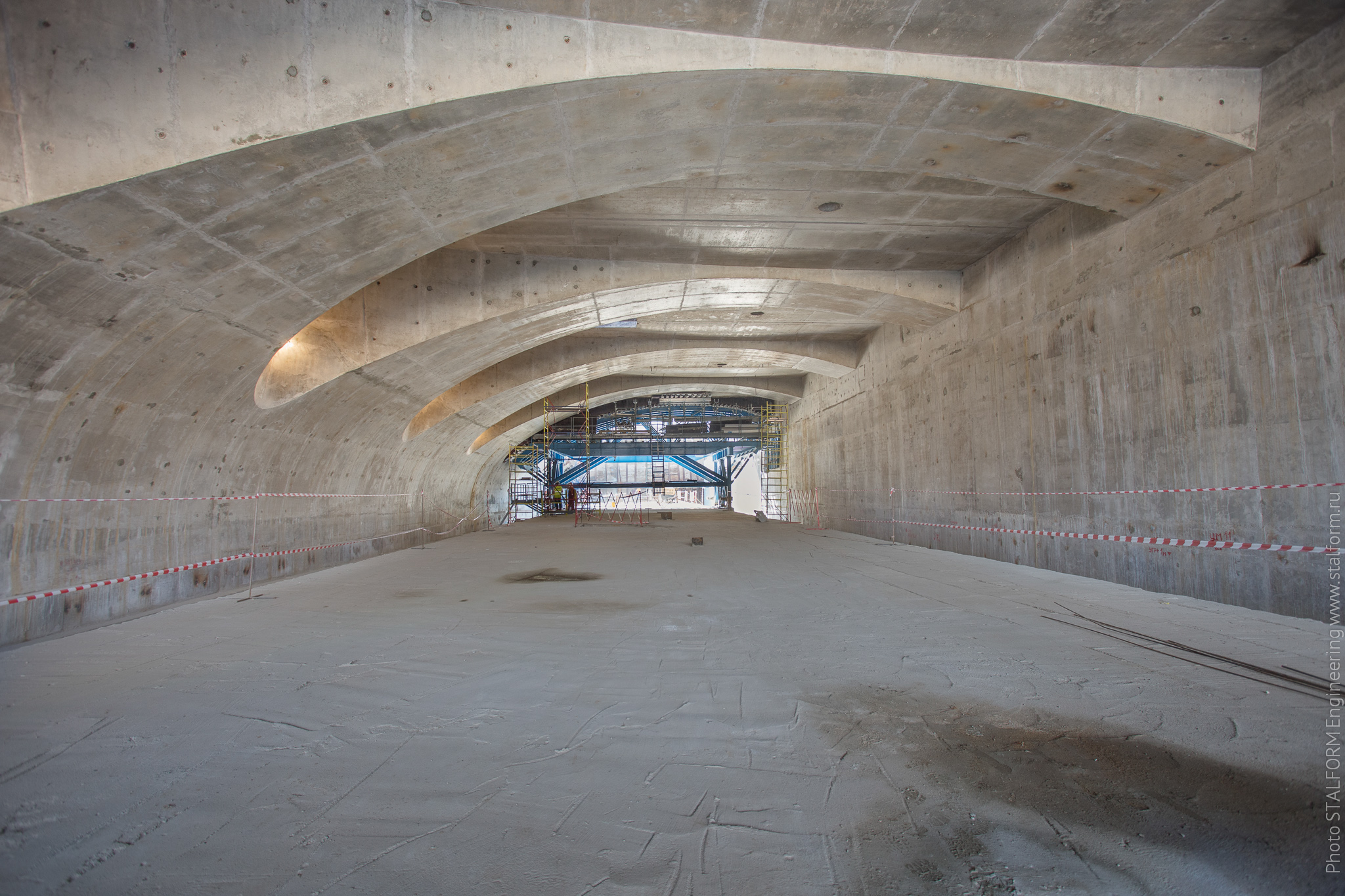
Станция метро «Битцевский парк» в железобетоне
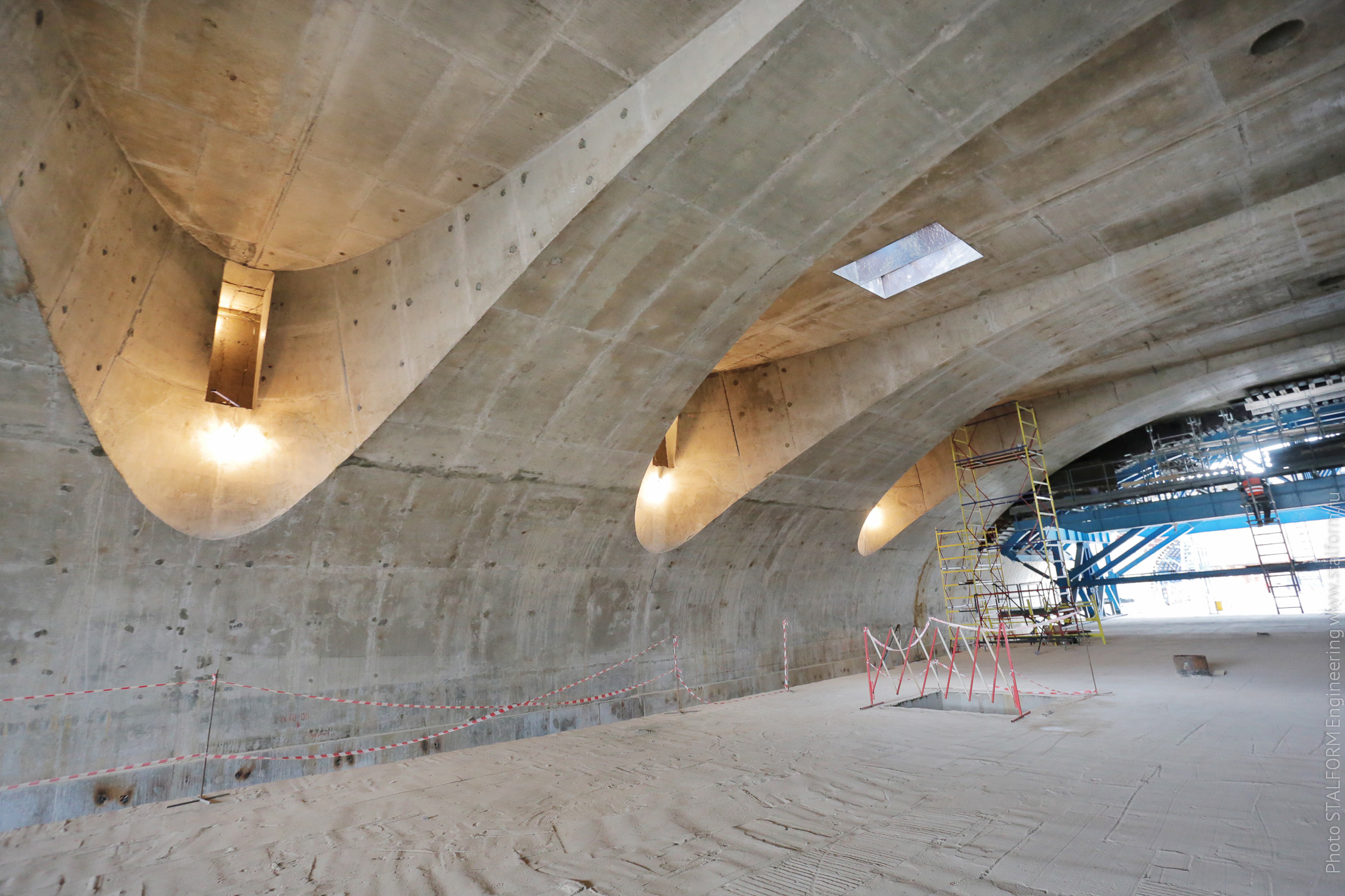
Свод с нишами для светильников подготовлен к отделке

Станция
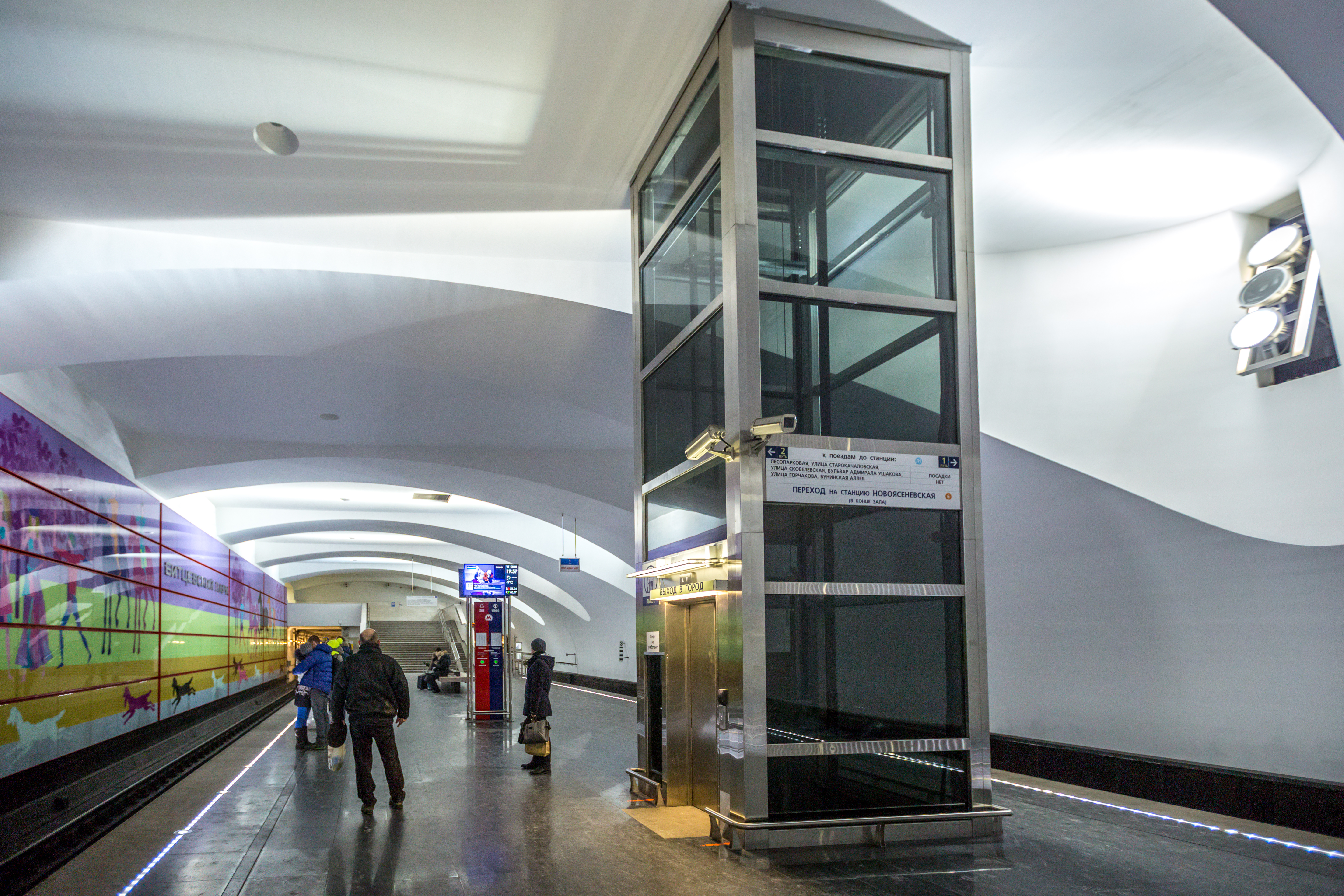
Зал станции и лифт в вестибюль
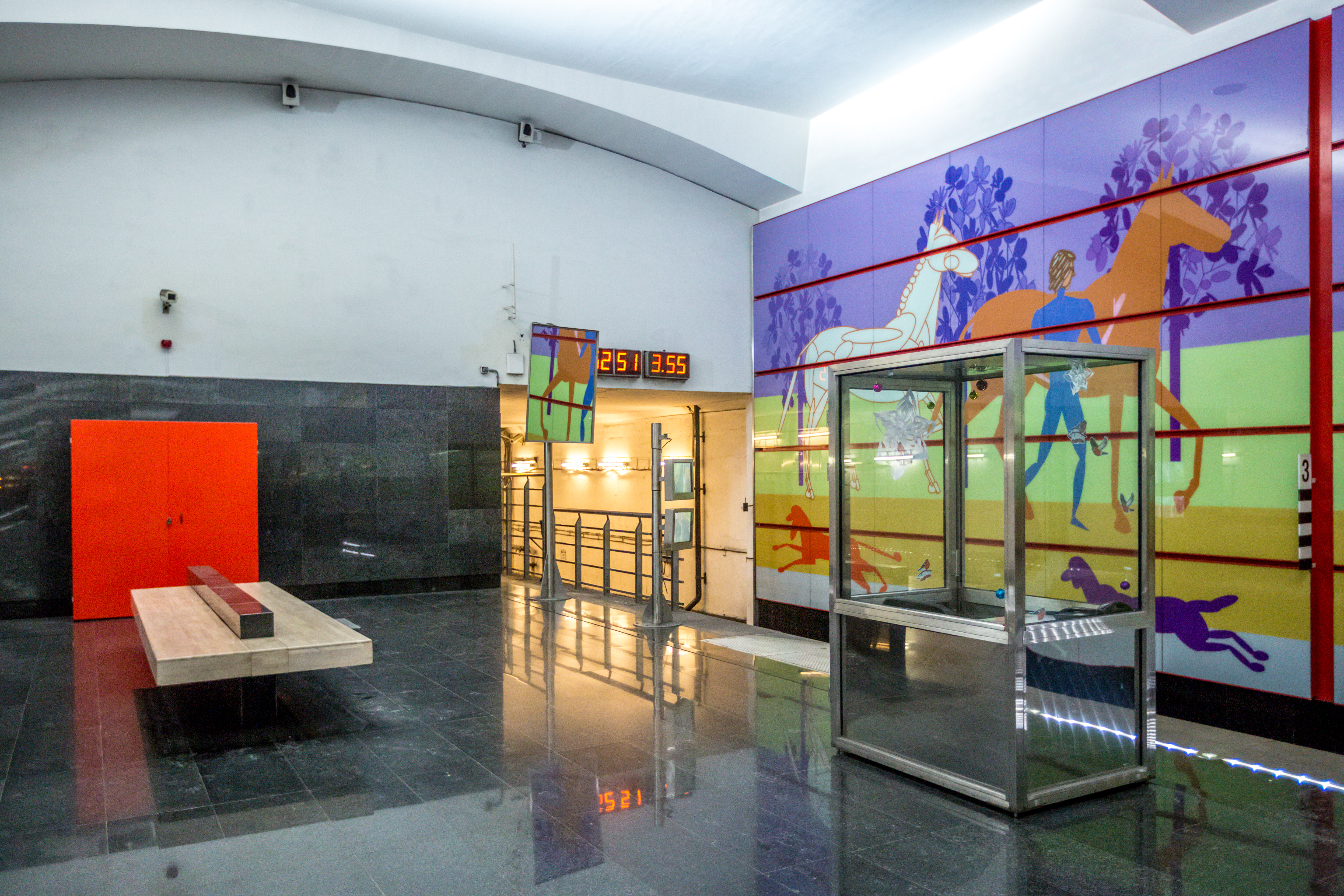
Торец зала и портал тоннеля
Название на путевой стене
Панно на путевой стене
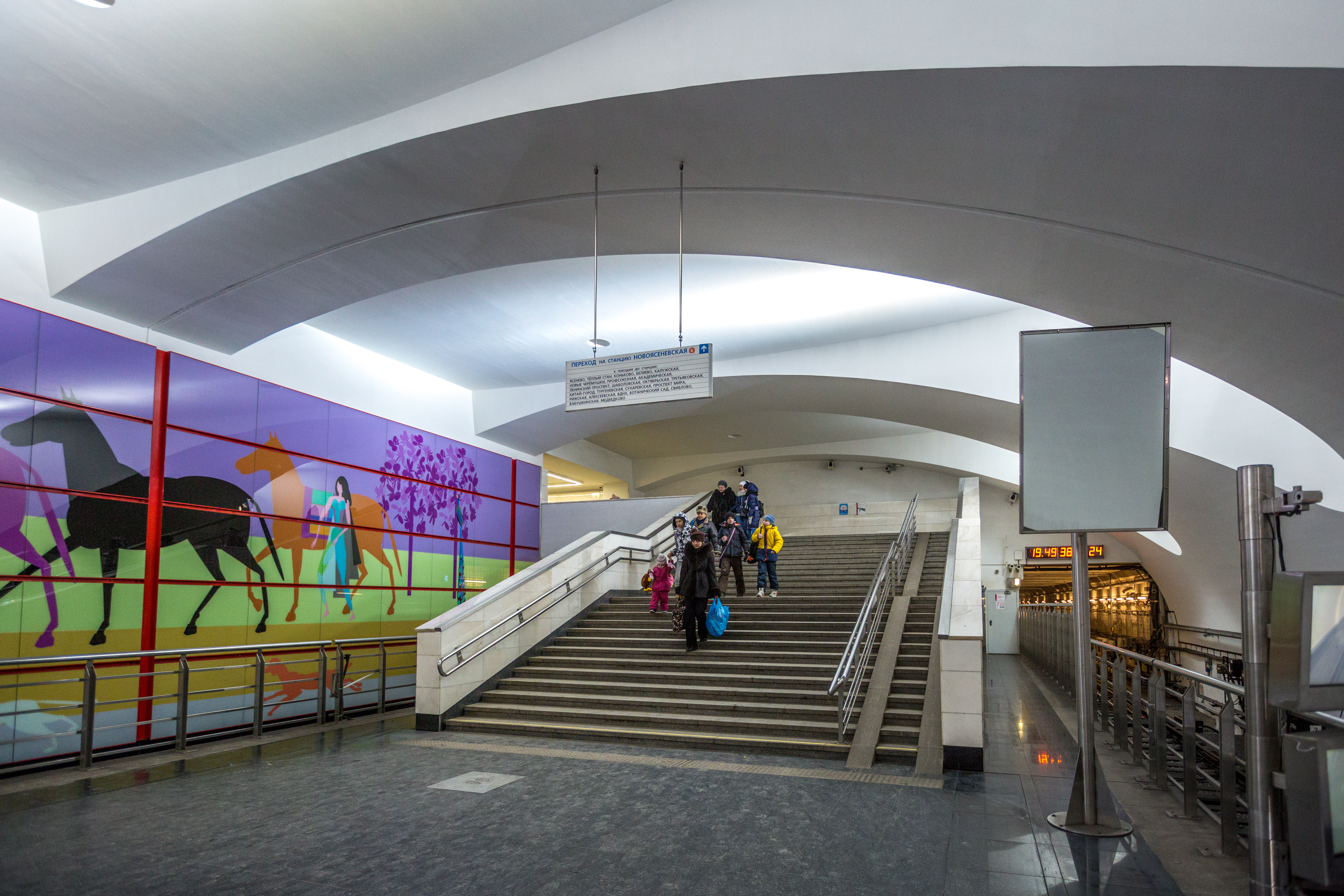
Переход на «Новоясеневскую»
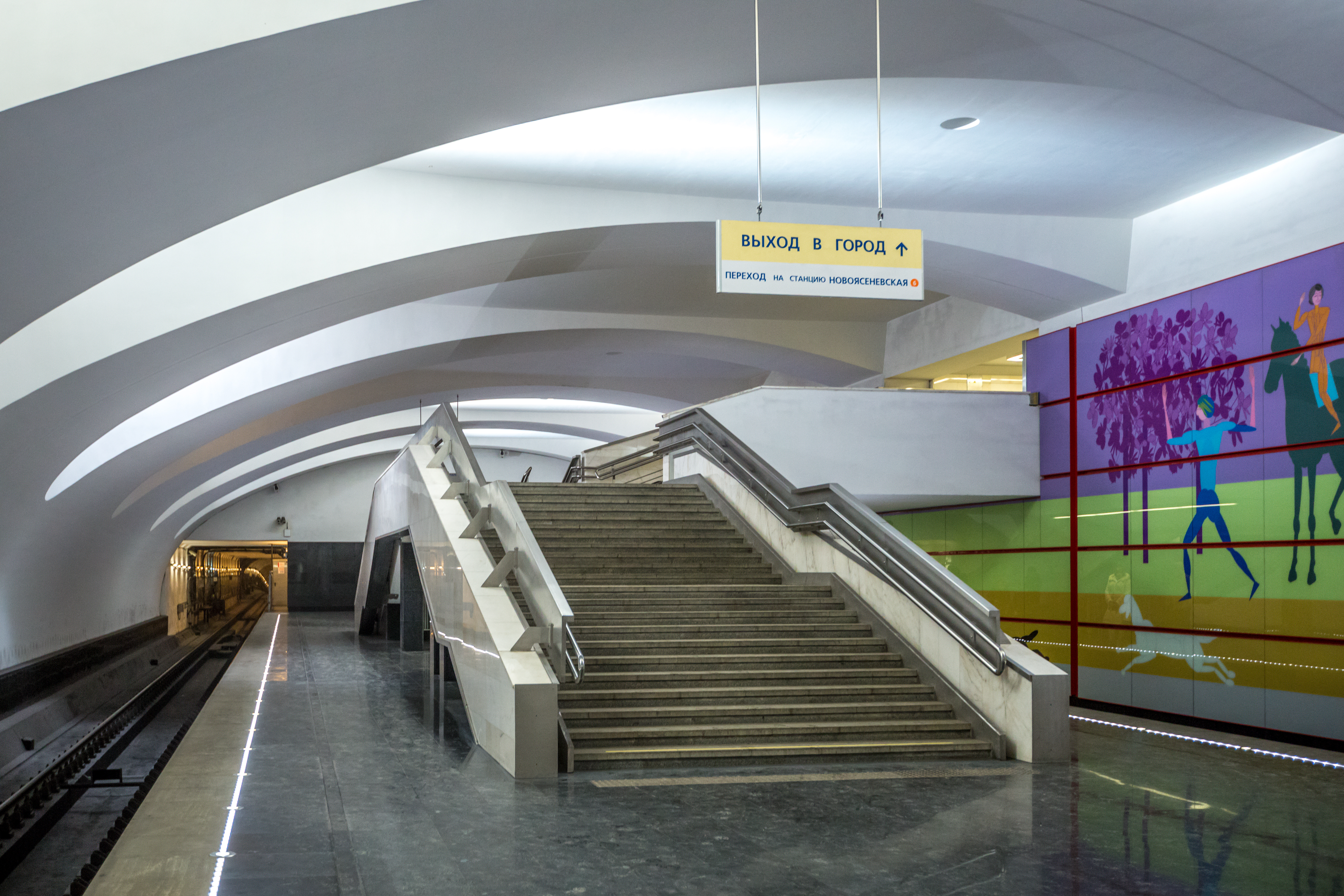
Выход в город
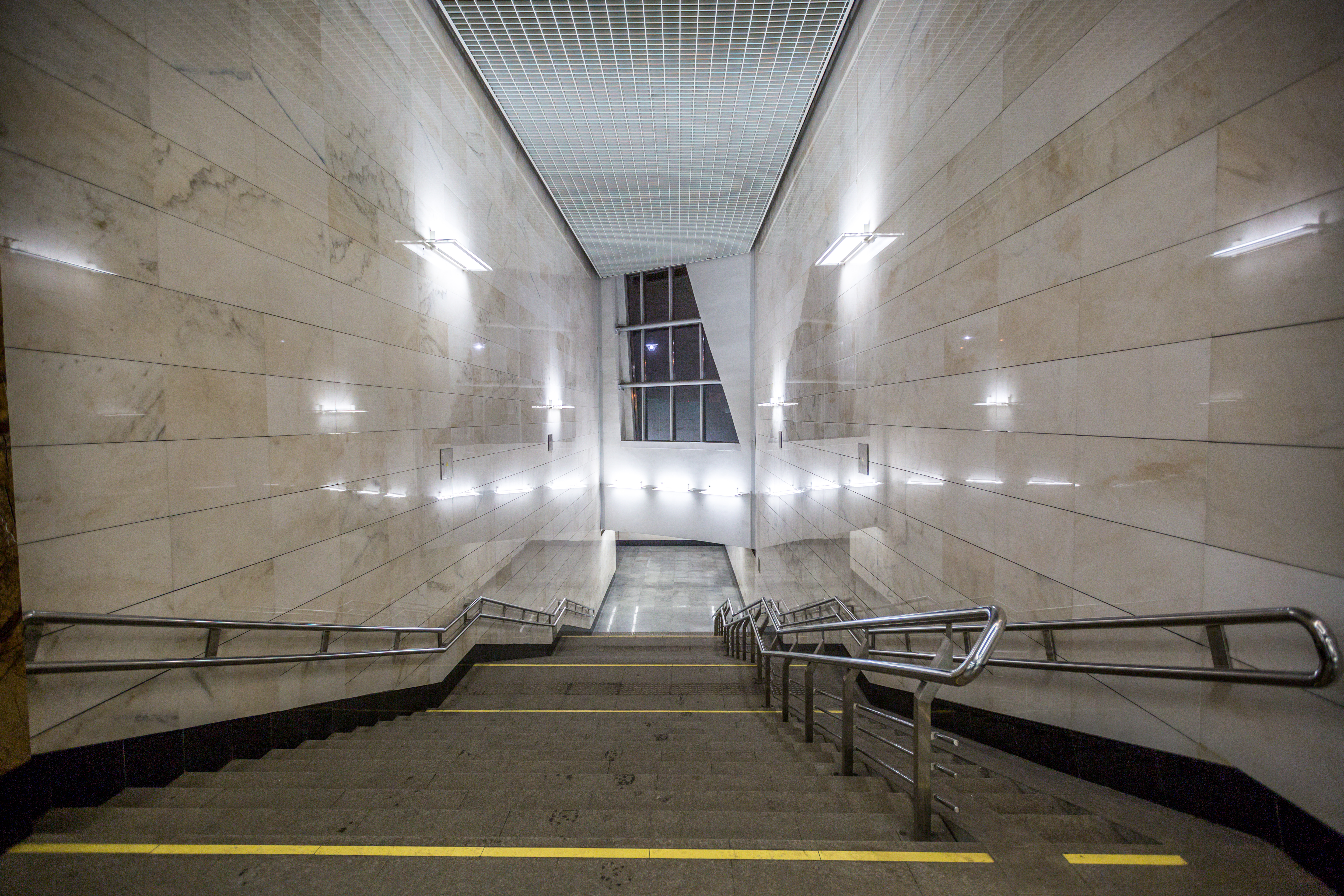
Лестница в наземный вестибюль
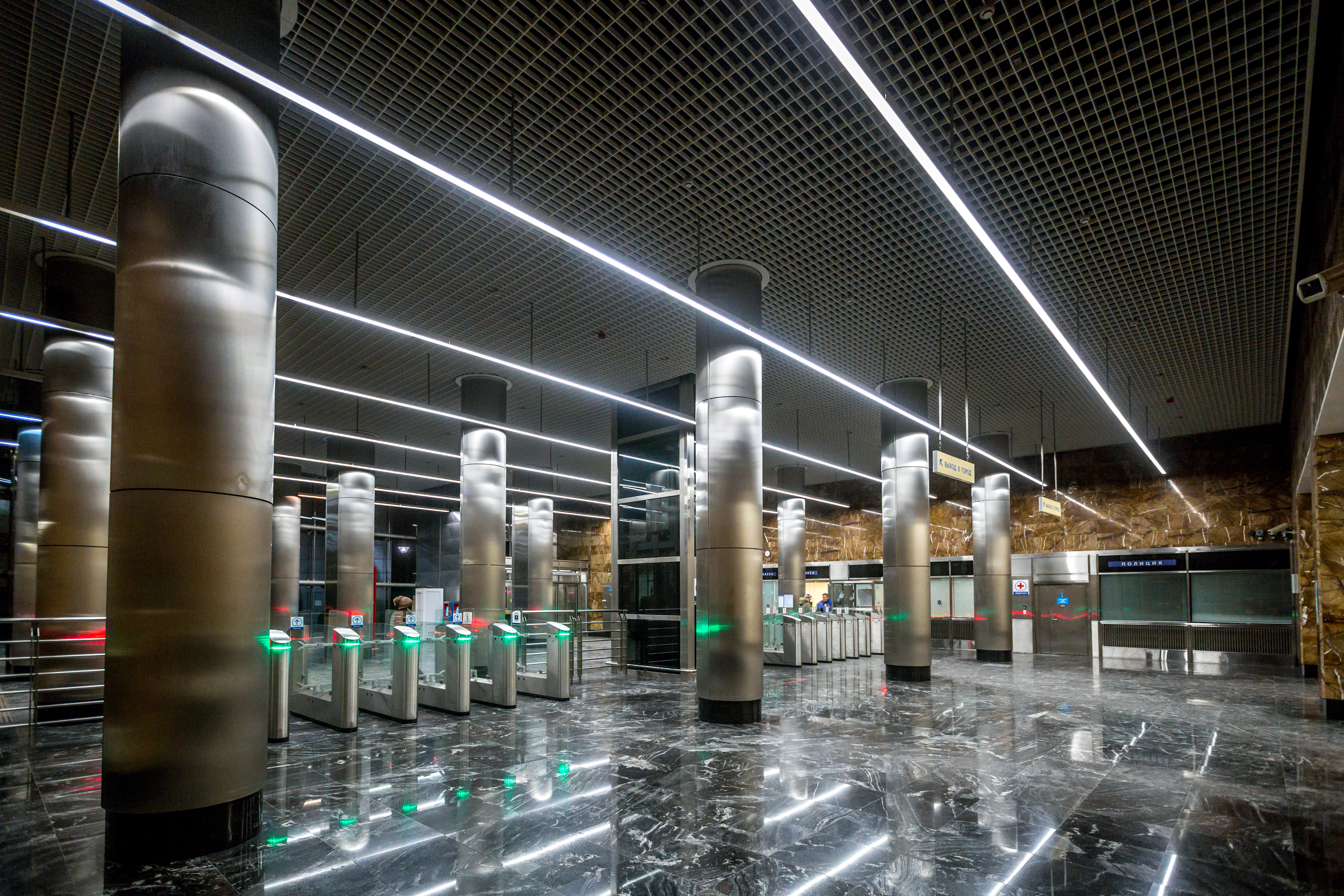
Интерьер наземного вестибюля

## Критика
Высказывалось мнение, что строительство линии может нанести серьёзный урон расположенной по ходу планируемого участка особо охраняемой природной территории «Битцевский лес», на территории которой запрещено любое строительство, не отвечающее задачам ООПТ. Руководитель московского департамента природопользования и охраны окружающий среды Антон Кульбачевский отметил, что все же удалось добиться того, чтобы планируемая линия метро не заходила на охраняемую территорию парка. Продление Бутовской линии улучшит экологическую обстановку на юге столицы и в Ясенево за счёт уменьшения количества автотранспорта, считает мэр Москвы Сергей Собянин.
После открытия, через месяц, у сотрудников станции резко ухудшилось самочувствие, Роспотребнадзор обнаружил превышение нормы по стиролу в десятки раз.

## Станция в цифрах
- Таблица времени прохождения первого поезда через станцию[22]:

| По чётным числам                 | Будние дни | Выходные дни |
| По нечётным числам               | Будние дни | Выходные дни |
| В сторону станции «Лесопарковая» | 06:03      | 06:04        |
| В сторону станции «Лесопарковая» | 05:40      | 05:40        |